# Chris Lindh
Christian "Chris" Mats Mikael Lindh, född 12 april 1972 i Finska församlingen, Stockholms län, är en svensk artist och sångare. 

## Biografi
Chris Lindh var 2005-2007 sångare i det svenska dansbandet Barbados. Han medverkade 2006, 2007, 2008 och 2012 i TV-programmet Så ska det låta. 
Han har också släppt två soloalbum i Japan under namnet Bobby Summer samt varit där och turnerat ett antal gånger. Vidare arbetar han även som låtskrivare till både sig själv och andra artister.
Han är förlovad med dansaren Lotta Furebäck som han har döttrarna Amanda och Emma med.